# 拉里莎·约尔达凯
拉里莎·安德烈娅·约尔达凯（羅馬尼亞語：Larisa Andreea Iordache，羅馬尼亞語發音：[laˈrisa anˈdree̯a jorˈdake]；1996年6月19日—），罗马尼亞女子體操運動員，出生於罗马尼亞布加勒斯特。
有些罗马尼亚人把16岁的拉里萨·伊欧达切称为新科马内奇。
2012年歐洲錦標賽伊欧达切獲得女子自由體操及團體金牌。
2012年7月31日舉行的2012年夏季奧林匹克運動會體操女子團體決賽獲得銅牌。在平衡木的預賽上發揮不佳，獲得第11名，由於隊友將參賽權讓給她而進入決賽時，在「小翻接後團360度」發揮失常，掉下器械，最後獲得第6名。
在2012年倫敦奧運會、2013年世界體操錦標賽、2014年世界體操錦標賽的平衡木決賽上，在相同的動作「小翻接後團360度」，發揮失常，掉下器械。
2017年，在世界大學生運動會上，獲得全能以及自由體操的金牌、平衡木的銅牌。
2021年，代表羅馬尼亞參加東京奧林匹克運動會，進入平衡木決賽。最後，因為傷勢影響而退賽。

## 外部連結
- 拉里莎·约尔达凯在国际体操联合会的相关介绍